# NGC 699
NGC 699 je galaksija u zviježđu Kit.

## Vanjske poveznice
- SEDS: NGC 0699